# Journey to the End of the Night (Spiel)
Journey to the End of the Night ist ein freies Realitätsspiel, das seinen Ursprung in San Francisco hat. Es wurde von der „Playtime Anti-boredom Society“ im Jahre 2006 ins Leben gerufen und weltweit von vielen Spielern und Veranstaltern verbessert.

## Spielbeschreibung
Das Spiel ist eine Jagd durch die eigene Stadt. Die Spieler werden in Jäger (Chaser) und Gejagte (Runner) aufgeteilt. Zu Beginn (im Schnitt 200 Teilnehmer) sind die meisten Spieler Runner und versuchen vor den Chasern zu entkommen. Spieler werden durch eine farbige Armbinde gekennzeichnet. Die Runner versuchen so schnell wie möglich entlang einer vorgegebenen Route Checkpoints zu erreichen. Wer als erster und vor allem ohne von einem Chaser gefangen worden zu sein am Ziel ankommt, gewinnt das Spiel. Die Chaser versuchen so viele Runner wie möglich zu fangen. Fasst ein Chaser einen Runner, so erhält er sein Armband als Trophäe. Der Chaser mit den meisten Armbändern gewinnt das Chaser-Spiel. Jeder gefangene Runner wird selbst zum Chaser. So werden im Spielverlauf immer mehr Spieler zu Chasern.

## Regeln
Ein Organisationsteam plant innerhalb der eigenen Stadt eine Route mit Checkpoints. Jeder Checkpoint stellt eine Safezone dar. Das bedeutet, dass jeder Runner innerhalb dieses Bereiches nicht gefangen werden darf. Safezones haben so gestaltet zu sein, dass es mehrere Ein- und Ausgänge gibt (z. B. Parkanlagen, öffentliche Plätze etc.). Als Fortbewegungsmittel ist nur der öffentliche Personennahverkehr erlaubt, verboten sind Hilfsmittel wie Inlineskates, Fahrräder, Autos, Taxi, und andere Fortbewegungsmöglichkeiten. Die Spieler erhalten Laufzettel, auf denen eine Karte des Spielgebietes und die Checkpoints abgebildet sind. Bis zum Spielbeginn bleiben die Route und die Karte geheim, damit keiner der Spieler durch Vorbereitung Vorteile erlangt. Die Checkpoints müssen in der richtigen Reihenfolge abgelaufen werden. Kommt ein Spieler zu früh an einen Checkpoint, so bekommt er keine Unterschrift auf dem Laufzettel. An jedem Checkpoint sitzen Agenten, die den Laufzettel unterschreiben. Der Runner, der zuerst als „Überlebender“ ans Ziel kommt, hat das Spiel gewonnen. Für die Chaser gilt: Wer die meisten Runner gefangen hat, gewinnt das Spiel. Das Spiel hat daher ein Gewinnerpaar: Den schnellsten Runner und den erfolgreichsten Chaser.

## Geschichte des Spiels
Ins Leben gerufen wurde Journey to the End of the Night von der Playtime Anti-boredom Society im Jahr 2006. Es begann zunächst in den USA. Durch Kontakte zu SF0 gelang es einem Londoner, das Spiel nach Europa zu bringen. Es wurde im Mai 2007 bei typisch britischem Wetter – bei Regen – veranstaltet. Trotzdem machten die Spieler den Run durch London; mit Regenschirmen. 2009 erreichte das Spiel den deutschsprachigen Raum: mit bekannten Startpunkten wie dem Prater in Wien und dem Dom in Aachen.

## Durchgeführte Spiele

### 2006
- San Francisco (US): 17. Juni 2006
- Brooklyn (US): 26. September 2006
- Manhattan (US): 1. Oktober 2006

### 2007
- London (UK): 30. Mai 2007

### 2008
- Los Angeles (US): 12. Juli 2008
- Chicago (US): 24. April 2008
- Washington, D.C. (US): 1. Juni 2008

### 2009
- Chicago, IL (US): 2. Mai 2009
- Washington, D.C. (US): 2. Mai, 2009
- Oakland, CA (US): 20. Juni 2009
- Wien (AT): 7. August 2009
- Los Angeles (US): 29. August 2009
- Wien (AT): 17. Oktober 2009
- Aachen (D): 17. Oktober 2009
- San Francisco (US): 31. Oktober 2009
- Berlin (D): 31. Dezember 2009

### 2010
- Wien (AT): 15. Mai 2010
- München (D): 31. July 2010
- Aachen (D): 8. Oktober 2010
- Wien (AT): 31. Dezember 2010
- Berlin (D): 31. Dezember 2010

### 2011
- Budapest (HU): 22. April 2011
- Berlin (D): 11. Mai 2011
- Los Angeles (US): 23. Juli 2011
- Berlin (D): 31. Dezember 2011

### 2012
- Los Angeles (US): 12. Mai 2012
- Seattle (US): 7. September 2012
- Wien (AT): 8. September 2012
- Mailand (IT): 6. Oktober 2012
- Göteborg (S): 10. November 2012
- Budapest (HU): 10. November 2012

### 2013
- Cremona (IT): 4. Mai 2013
- Wien (AT): 31. August 2013
- Göteborg (S): 5. Oktober 2013
- Berlin (D): 31. Dezember 2013

### 2014
- Sydney (AUS): 22. Februar 2014
- Ljubljana (SLO): 21. März 2014
- Dublin (IRE): 26. April 2014
- Erlangen (D): 12. Juni 2014
- Komenda (SLO): 13. September 2014
- Nova Gorica (SLO): 19. September 2014
- Budapest (HU): 18. Oktober 2014
- Wien (AT): 31. Dezember 2014

### 2015
- Budapest (HU): 24. April 2015
- San Diego (US): 2. Mai 2015
- Erlangen (D): 10. Juli 2015
- Wien (AT): 18. September 2015

### 2016
- Erlangen (D): 21. Oktober 2016
- Wien (AT): 17. September 2016

### 2017
- Erlangen (D): 14. Juli 2017

### 2018
- Erfurt (D): 22. September 2018
- Erlangen (D): 8. Juni 2018
- Wien (AT): 31. Oktober 2018

### 2019
- Erlangen (D): 14. Juni 2019
- Erfurt (D): 1. November 2019

### 2020
- Erfurt (D): 26. September 2020

### 2022
- Erfurt (D): 10. September 2022